# A Better Tomorrow II
A Better Tomorrow II (英雄本色 II Ying huang boon sik II) è un film del 1987 diretto da John Woo.
Il film d'azione, sequel del popolare A Better Tomorrow (sempre diretto da Woo), vede nuovamente la partecipazione dei tre attori protagonisti della precedente pellicola, Chow Yun-fat, Ti Lung e Leslie Cheung, insieme a Dean Shek. Il film ha esordito nelle sale di Hong Kong il 17 dicembre 1987.
Grazie alla popolarità raggiunta da Chow nel precedente film, l'attore è stato di nuovo scritturato per questo film interpretando il fratello gemello di "Mark", che in Better Tomorrow era rimasto ucciso. A Better Tomorrow II è noto per la sua violenza estrema e per il numero di morti che si vedono nella pellicola.
Il regista John Woo e il produttore Tsui Hark (di nuovo riuniti dopo la A Better Tomorrow) hanno avuto delle divergenze durante la lavorazione di questo film, dato che quest'ultimo avrebbe voluto che la storia si concentrasse di più sulla vicenda del personaggio interpretato da Dean Shek ("Si Lung"). Il film è infatti stato montato differentemente dai due, decretando la fine del loro sodalizio. Tsui Hark sarebbe riuscito a dirigere A Better Tomorrow III, mentre John Woo ha trovato la sua strada girando The Killer.

## Trama
Dopo alcuni anni dagli eventi di A Better Tomorrow, a Sung Tse-ho viene offerto di uscire dal carcere se accettasse di spiare il suo ex-capo e mentore, Lung Sei, sospettato di essere coinvolto in giro di fabbricazione di soldi falsi. L'ispettore Wu, che è al comando della task force anticrimine, vuole chiudere la sua carriera con un arresto di alto profilo.
Tuttavia Ho è ancora leale al suo vecchio capo, e inizialmente rifiuta. Successivamente però cambia idea quando viene a sapere che il suo fratello più piccolo, Sung Tse-kit sta operando sotto copertura allo stesso caso. Ho, quindi, accetta di andare anch'esso sotto copertura per proteggere suo fratello, la cui giovane moglie Jackie sta aspettando un figlio. I due fratelli si incontrano e decidono di lavorare insieme alle indagini.
Dopo essere stato incastrato per l'omicidio di un boss della Triade, Lung cerca e ottiene l'aiuto di Ho,  il quale riesce a farlo scappare a New York. Lung però viene ricoverato in un ospedale psichiatrico quando gli giunge la notizia che sua figlia è stata uccisa e che viene ucciso anche il suo vecchio amico che lo ospita nel suo rifugio newyorkese.
Nel frattempo, Ho viene a sapere che il suo amico Mark Lee aveva un fratello gemello, Ken, che era stato membro di una gang ma che aveva lasciato il mondo del crimine e si era trasferito a New York, dove gestisce un ristorante. Ho decide di rintracciarlo e di incaricarlo di liberare Lung dall'ospedale psichiatrico e di riportarlo in salute.
Inseguiti sia dai killer inviati da Hong Kong che vogliono uccidere Lung, sia da gangster americani che vogliono estorcere denaro a Ken, Lung e Ken si rifugiano in un palazzo e Ken trova delle armi con cui difendersi. Nello scontro a fuoco successivo Ken rimane ferito e Lung, ripresosi dal suo stato catatonico, riesce a salvarlo.
Ken e Lung decidono quindi di tornare a Hong Kong e di unirsi a Ho e Kit. I quattro scoprono che uno degli uomini di Lung, Ko Ying-pui è colui che ha mandato i killer a New York per uccidere Lung e che ha preso il controllo della sua organizzazione in assenza di questi. Lung preferisce distruggere con le proprie mani quello che ha costruito in tanti anni, piuttosto che lasciarlo con disonore, e i quattro decidono di agire insieme contro Ko.
Dopo un'attività di sorveglianza della casa di Ko da solo, Kit viene ferito mortalmente e nello stesso momento nasce sua figlia. Viene soccorso da Ken, che cerca di portarlo velocemente in ospedale. Ken però si accorge che non riuscirà mai a fare in tempo e Kit lo convince a fermarsi in una cabina telefonica per telefonare alla moglie. Poco prima di morire, al telefono, chiede alla moglie di chiamare la figlia Sung Ho-yin (in cantonese, "Spirito di rettitudine").
Dopo aver partecipato ai funerali di Kit, Ho, Ken e Lung assaltano armati la casa di Ko mentre vi si sta svolgendo un incontro fra quest'ultimo e un suo cliente che vuole acquistare soldi falsi. Inizia un folle scontro a fuoco. I tre, con l'aiuto dell'ex-capo della cooperativa di tassisti in cui Ho aveva lavorato, uccidono decine di uomini della gang (incluso Ko), ma rimangono tutti gravemente feriti (forse mortalmente). Dopo la fine della sparatoria, i tre si siedono dentro la casa e vengono circondati dalla polizia con l'ispettore Wu in prima linea. Dopo aver visto le condizioni dei tre, Wu dice ai suoi uomini di abbassare le armi. Nella battuta finale, Ho dice all'ispettore Wu che non dovrebbe ancora andare in pensione, perché "c'è ancora tanto lavoro da fare".

## Produzione

### Cast
- Dean Shek interpreta Lung Sei
- Chow Yun-fat interpreta Ken "Gor" Lee
- Ti Lung interpreta Sung Tse-ho
- Leslie Cheung interpreta Sung Tse-kit
- Emily Chu interpreta Jackie Sung (la moglie di Kit)
- Kwan Shan interpreta Ko Ying-pui (il principale antagonista)
- Kenneth Tsang interpreta Ken (il capo della cooperativa di tassisti, comparso già nel film precedente)
- Ng Man-tat interpreta il signor Wong
- Peter Wang interpreta Sam (l'amico di Lung che è prete a New York)
- Lung Ming-yan interpreta Chong (il killer di Ko)
- Regina Kent interpreta Peggy Lung (la figlia di Lung)
- Lau Siu-ming interpreta l'ispettore capo Wu
- Dean Harrington interpreta un sicario